# Манасеин, Елпидифор Петрович
Елпидифор Петрович Манасеин (1795 — 22 января 1833, Саратов) — адъюнкт правоведения, управляющий удельной конторой.

## Биография
Манасеин Е.П. был рожден в казанской губернии в 1795 году. Начальное образование он получил в казанской гимназии, в которую поступил в 1802 году. Закончив гимназию в 1807 году, Манасеин Е.П. поступил в Императорский Казанский университет 10 июля 1807 года.  После четырёх лет обучения он был возведен в звание студента-кандидата. Далее успешна сдача экзамена ознаменовала для Е. П. Манасеина получение научной степени магистра правоведения и политической экономики 11 декабря 1814 года. с 1815 по 1816 гг. совершенствовал свои знания в естественном праве, политическом и народном в Санкт-Петербурге. Вернулся Е. П. Манасеин в Казань 13 февраля 1817 году. Ранее, 13 февраля того же года, он был возведен в степень адъюнкта правоведения. Е. П. Манасеин преподавал дисциплину "философию положительного права и европейское народное право". с 1818 года по 1819 год. Был командирован в кавказскую губернию в 1819 году с целью устройства учебной части. Параллельно с этой работой с 1820 года предоставлял Императорскому Казанскому университету данные о метеорологических наблюдениях на Кавказе. Е. П. Манасеин был утвержден на должность директора училищ кавказской губернии весной 1821 года. В это же время был уволен из Императорского Казанского университета. Через десять лет был назначен управляющим саратовской удельной конторой. Скончался в Саратове 22 января 1833 года.

## Труды
- Тезисы к магистерской диссертации. — Казань: типо-лит. Имп. ун-та, 1814.
- De poenis in concursu delictorum irrogandis secundum principia generalia respectu quoque habito ad leges criminals rossicas exceptas. — 1814.
- Circa media probandi in processu criminali rossico. Пробная лекция. — 1814.
- Курс естественного права. — 1815 - 1816.

## Сайты
- РРФ: https://rgfond.ru/person/58170
- Центр Генеалогических исследований: https://rosgenea.ru/familiya/manasein